# President de Ghana
El president de la República de Ghana és el cap d'estat i cap de govern electe de Ghana, així com el comandant en cap de les Forces Armades de Ghana. L'actual president de Ghana és Nana Akufo-Addo, qui va guanyar les eleccions presidencials de 2020 contra l'expresident John Dramani Mahama, per un marge del 4,23%. Va jurar el seu segon mandat el 7 de gener de 2021.